# Günther Angern
Günther Angern (5 de marzo de 1893 en Kolberg, Pomerania - 2 de febrero de 1943 en Stalingrado, Unión Soviética) fue un general alemán en la Wehrmacht durante la Segunda Guerra Mundial, que comandó varias divisiones blindadas. Fue condecorado con la Cruz de Caballero de la Cruz de Hierro de la Alemania nazi. Angern se suicidó el 2 de febrero de 1943 tras la conclusión de la Batalla de Stalingrado, mientras comandaba la 16.ª División Panzer.

## Condecoraciones
- Cruz alemana en Oro, el 8 de marzo de 1942 como Generalmajor en la 11. Panzer-Division.[1]
- Cruz de Caballero de la Cruz de Hierro, el 5 de agosto de 1940 como Oberst y comandante de la 11. Schützen-Brigade.[2]